# Хеймс, Дик
Ричард Бенджамин Хеймс (англ. Richard Benjamin Haymes, 13 сентября 1918 — 28 марта 1980) — американский актер и певец. Один из самых популярных вокалистов 1940—1950-х годов.

## Ранние годы
Хеймс родился в Буэнос-Айресе, Аргентина, в 1918 году. Его мать, Маргарита Хеймс, была родом из Ирландии, работала вокальным тренером и инструктором. Его отец работал на ранчо и был англичанином. Хеймсы много путешествовали, прежде чем обосноваться в США.

## Карьера
В возрасте 17 лет Хеймс переехал в Лос-Анджелес, где сначала работал каскадёром. В возрасте 19 лет он переехал в Нью-Йорк, где работал вокалистом в нескольких биг-бендах. 3 сентября 1942 года Фрэнк Синатра представил Хеймса на радио в качестве замены себя в группе Томми Дорси.Прежде чем присоединиться к группе Дорси, Хеймс пел с оркестром Гарри Джеймса.
В 1945 году Хеймс снялся вместе с Джинн Крейн, Дэной Эндрюс и Вивиан Блейн в мюзикле «Ярмарка». Он пел в дуэте с певицей, Хелен Форрест, а так же с Джуди Гарленд.
С 1944 по 1948 год он вел свою собственную радиопрограмму The Dick Haymes Show, сначала на канале NBC, а затем на канале Си-би-эс.
Он неоднократно выступал в паре с сестрами Эндрюс в десятке совместных проектов. Его популярные исполнения баллад, таких как «Little White Lies» и «Maybe It’s Because», были записаны с известным аранжировщиком Гордоном Дженкинсом и его оркестром и хором.
Позже Хеймс столкнулся с серьезными финансовыми проблемами, в начале 1960-х годов объявив себя банкротом с долгами в 500 000 долларов.
В 1974 году он сыграл роль бессовестного доктора, Элроя Гантмана, в эпизоде телешоу «Адам-12».

## Личная жизнь
Хеймс был женат шесть раз, в том числе на киноактрисах, Джоан Дрю (1941—1949), Рите Хейворт (1953—1955) и Фрэн Джеффрис (1958—1964). Он также был женат на Норе Эддингтон (1949—1953), бывшей жене Эррола Флинна. У Хеймса было шестеро детей, трое от Джоан Дрю, один от Фрэн Джеффрис и двое от его шестой и последней жены, британской модели Венди Смит.

## Смерть
28 марта 1980 года Хеймс умер от рака лёгких в Медицинском центре Cedars-Sinai Medical Center в Лос-Анджелесе. Ему был 61 год.

## Дискография
- Rain or Shine (1955)
- Moondreams (1957)
- Look at Me Now! (1957)
- Richard the Lion-Hearted - Dick Haymes that is! (1960)

## Фильмография
| Год       |     | Русское название                              | Оригинальное название                    | Роль                        |
| --------- | --- | --------------------------------------------- | ---------------------------------------- | --------------------------- |
| 1935      | ф   | Мятеж на «Баунти»                             | Mutiny on the Bounty                     | моряк                       |
| 1938      | ф   | Драматическая школа                           | Dramatic School                          | студент                     |
| 1943      | ф   | Дюбарри была дамой                            | Du Barry Was a Lady                      | певец                       |
| 1943      | ф   | Сумасшедшая девчонка                          | Girl Crazy                               | участник музыкальной группы |
| 1944      | ф   | Четыре девушки в джипе                        | Four Jills in a Jeep                     | лейтенант Дик Райан         |
| 1944      | ф   | Улыбка ирландских глаз                        | Irish Eyes Are Smiling                   | Эрнест Болл                 |
| 1945      | ф   | Алмазная подкова                              | Diamond Horseshoe                        | Джо Дейвис-младший          |
| 1945      | ф   | Ярмарка штата                                 | State Fair                               | Уэйн Фрейк                  |
| 1946      | ф   | Ты меня любишь?                               | Do You Love Me                           | Джимми Хейл                 |
| 1947      | ф   | Скандальная мисс Пилгрим                      | The Shocking Miss Pilgrim                | Джон Притчард               |
| 1947      | ф   | Карнавал в Коста-Рике                         | Carnival in Costa Rica                   | Джефф Стивенс               |
| 1948      | ф   | В центральном парке                           | Up in Central Park                       | Джон Мэттьюс                |
| 1948      | ф   | Одно прикосновение Венеры                     | One Touch of Venus                       | Джо Грант                   |
| 1951      | ф   | —                                             | St. Benny the Dip                        | Бенни                       |
| 1952      | кор | —                                             | Screen Snapshots: Hollywood Night Life   | конферансье                 |
| 1952      | с   | Шоу Джеки Глисона                             | The Jackie Gleason Show                  | вокалист                    |
| 1952      | с   | Люкс-видео театр                              | Lux Video Theatre                        | Дэн Шеперд                  |
| 1952—1953 | с   | Телевизионный театр Форда                     | The Ford Television Theatre              | Джон Эриксон                |
| 1952—1953 | с   | Саспенс                                       | Suspense                                 | н/д                         |
| 1953      | ф   | Все на берег                                  | All Ashore                               | Джо Картер                  |
| 1953      | ф   | Сделаем это снова                             | Let’s Do It Again                        | певец                       |
| 1953      | ф   | —                                             | Cruisin’ Down the River                  | Бо Клеммент III             |
| 1956      | с   | —                                             | Screen Directors Playhouse               | Джим Уилер                  |
| 1956      | с   | Продюсерская витрина                          | Producers’ Showcase                      | н/д                         |
| 1961      | с   | Городской тост                                | Toast of the Town                        | певец                       |
| 1965      | с   | Святой                                        | The Saint                                | майор Джон Данстан          |
| 1967      | с   | —                                             | Hancock’s                                | н/д                         |
| 1973—1976 | с   | Макмиллан и жена                              | McMillan & Wife                          | Фред Уэсли / Билли Калм     |
| 1974      | с   | Хек Рэмси                                     | Hec Ramsey                               | Хэмилтон Хоббс              |
| 1974      | с   | Адам-12                                       | Adam-12                                  | доктор Элрой Гантман        |
| 1974      | тф  | —                                             | Betrayal                                 | Харольд Портер              |
| 1975      | с   | Завоюй любовь Кристи                          | Get Christie Love!                       | Фаррелл                     |
| 1975      | с   | Макклауд                                      | McCloud                                  | Брюс Карпентер              |
| 1976      | ф   | Вон Тон Тон — собака, которая спасла Голливуд | Won Ton Ton, the Dog Who Saved Hollywood | Джеймс Кроуфорд             |
| 1978      | с   | Тайны Эдди Капры                              | The Eddie Capra Mysteries                | Джейсон Лэмб                |